# Estnische Badmintonmeisterschaft 1992
Die Estnische Badmintonmeisterschaft 1992 fand im März 1992 in Tartu statt. Es war die 28. Austragung der Titelkämpfe.

## Medaillengewinner
| Disziplin    | Gold                                            | Silber                                                       | Bronze                                                |
| ------------ | ----------------------------------------------- | ------------------------------------------------------------ | ----------------------------------------------------- |
| Herreneinzel | Andres Ojamaa, Tartu Vanalinna SpK              | Raul Tikk, Tartu Vanalinna SpK                               | Einar Veede, Tartu Vanalinna SpK                      |
| Dameneinzel  | Kairi Viilup, Tartu Vanalinna SpK               | Liia Dubkovskaja, Tartu Vanalinna SpK                        | Terje Lall, Tartu Vanalinna SpK                       |
| Herrendoppel | Raul Tikk Einar Veede, Tartu Vanalinna SpK      | Andres Ojamaa Kalle Kaljurand, Tartu Vanalinna SpK / Tallinn | Tanel Kaart Jaanus Ots, Tartu Vanalinna SpK           |
| Damendoppel  | Terje Lall Margit Nahk, Tartu Vanalinna SpK     | Piret Kärt Triinu Tombak, Tallinn                            | Liia Dubkovskaja Marju Velga, Tartu Vanalinna SpK     |
| Mixed        | Andres Ojamaa Kairi Viilup, Tartu Vanalinna SpK | Reimo Rajasalu Mari Tomingas, Tartu Vanalinna SpK            | Kalle Kaljurand Liia Dubkovskaja, Tartu Vanalinna SpK |